# Leandro Cesar de Sousa
Leandro Cesar de Sousa (nacido el 6 de julio de 1979) es un exfutbolista brasileño que se desempeñaba como centrocampista.
Jugó para clubes como el Matonense, Santa Cruz, Ventforet Kofu, Araçatuba, Uberlândia, ASA, Goianésia y Araguaína.

## Trayectoria

### Clubes
| Club           | País   | Año  |
| -------------- | ------ | ---- |
| Matonense      | Brasil | 2001 |
| Santa Cruz     | Brasil | 2001 |
| Ventforet Kofu | Japón  | 2004 |
| Araçatuba      | Brasil | 2005 |
| Uberlândia     | Brasil | 2007 |
| ASA            | Brasil | 2010 |
| Goianésia      | Brasil | 2011 |
| Araguaína      | Brasil | 2011 |